# Штейнгарт, Александр Матвеевич

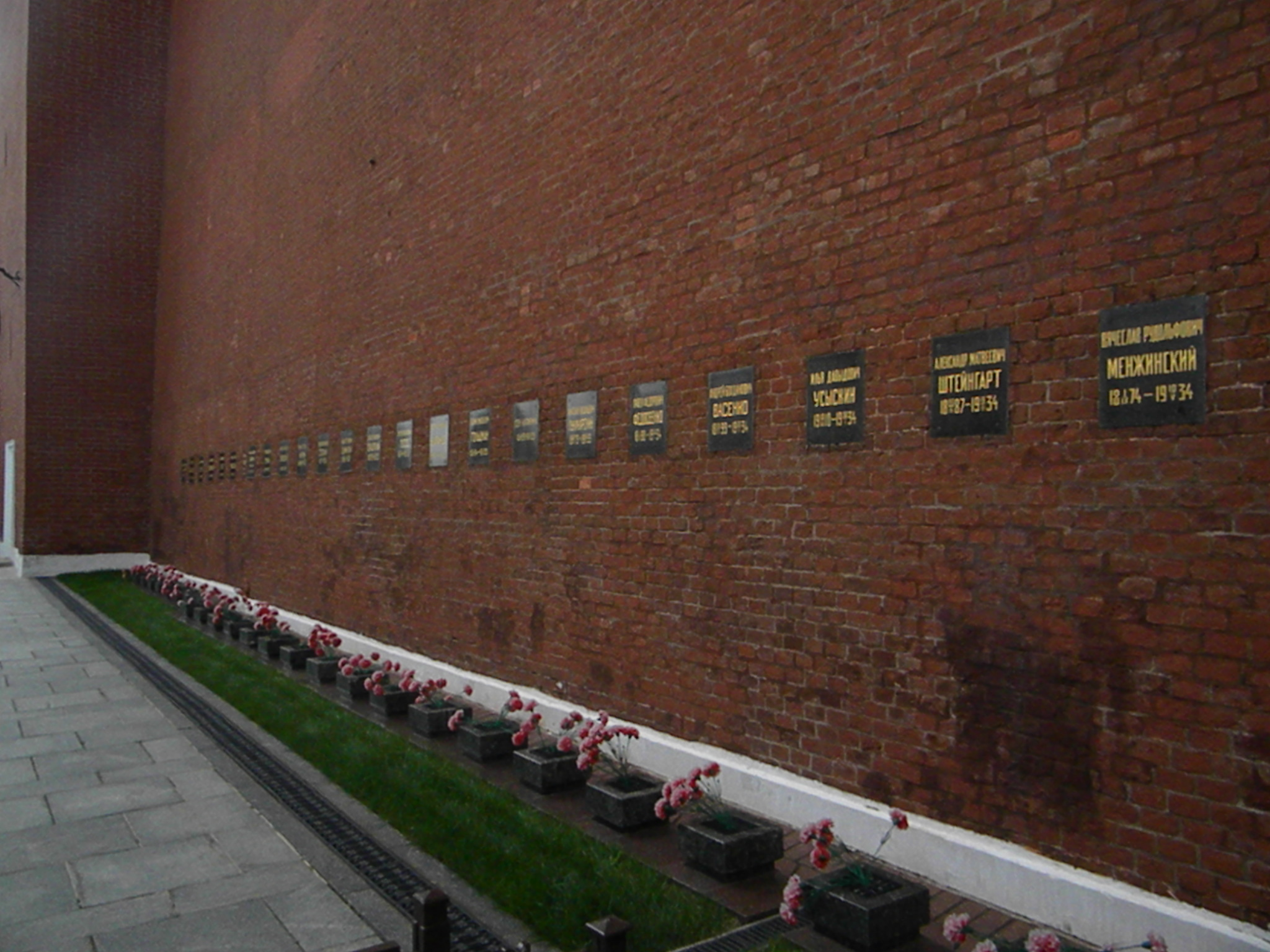
Надгробная плита в Кремлёвской стене

Алекса́ндр Матве́евич Ште́йнгарт (при рождении Шлёма Мотелевич Штейнгарт; 23 апреля 1887, Одесса — 19 февраля 1934, Ростов-на-Дону) — российский коммунистический деятель, революционер.

## Биография
Сын молдавско-подданного (позднее одесского мещанина) Мотеля (Мордхи, Моти) Штейнгарта (1868—?) и Инды (Гинды-Златы) Моисеевны Штейнгарт (в девичестве Плисер, 1860—?). Родители заключили брак в Одессе 7 августа 1878 года. После смерти отца мать вторично вышла замуж в 1896 году. 
С 1901 года работал в типографиях. 18 января 1911 года в Одессе вступил в брак с херсонской мещанкой Фейгой Мордховной Житомирской (1890—?). В 1913 вступил в РСДРП(б). В 1914 году был призван в армию, вёл агитацию на Румынском фронте. В октябре 1917 года председатель ревкома и комитета РКП(б) корпуса. С начала 1918 года работал в подпольном движении на Украине, состоял в киевском комитете РКП(б). Участник Гражданской войны, награждён орденом Красного знамени.
В 1921—1925 годах начальник орготдела Политуправления РККА. В 1930–1932 годах член коллегии наркомата земледелия РСФСР. С 1933 года заместитель начальника политотдела МТС наркомата земледелия СССР, начальник политсектора МТС и заведующий Северо-Кавказским краевым земельным управлением. Один из руководителей политотделов МТС Наркомзема.
С января 1934 года первый секретарь Саратовского крайкома ВКП(б). С 1934 года кандидат в члены ЦК ВКП(б). Скоропостижно скончался, находясь в Москве в качестве делегата XVII партсъезда. Был кремирован, прах помещён в урне 22 февраля 1934 года в Кремлёвской стене на Красной площади в Москве.
Нескольким колхозам Саратовской области было присвоено его имя.